# Аюттхая (область)
Аюттхая (полное название Пхра Накхон Си Аюттхая тайск. อำเภอ พระนครศรีอยุธยา) — центральная область провинции Аюттхая. Является территорией, на которой сосредоточено большое количество памятников архитектуры.

## История
Созданная в 1897 году эта область изначально носила название «Роп Крунг» (тайск. รอบกรุง). В 1917 году область получила название «Крунг Као» (тайск. กรุงเก่า), что в переводе на русский означает «Старая столица».
В 1957 году имя было снова изменено, теперь на «Пхра Накхон Си Аюттхая» в честь древней столицы королевства Аюттхая. Это единственная область в названии которой не добавляется «Ампхо Мыанг», что в переводе означает — центральная область провинции.

## Территориальное деление

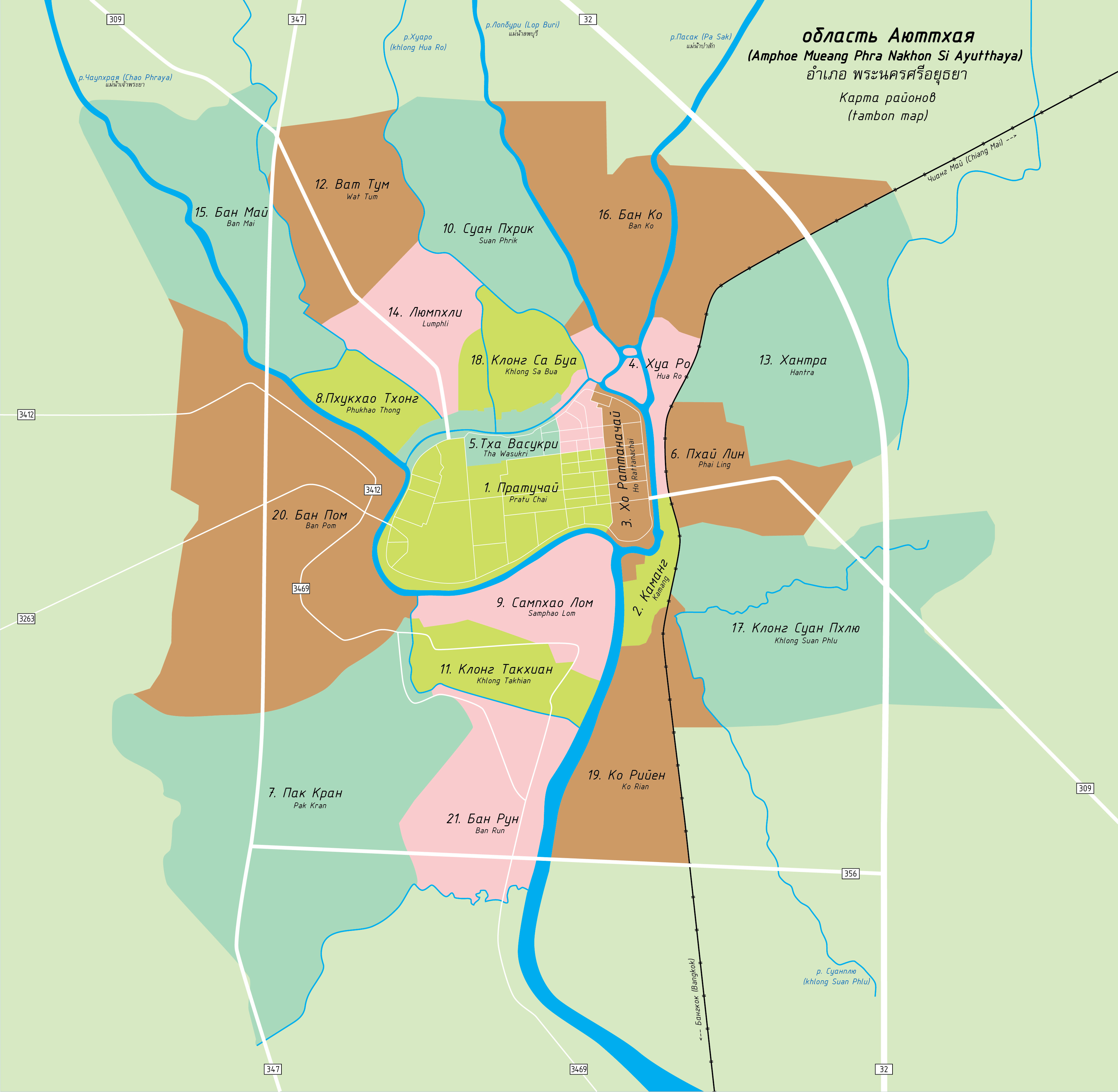
Карта районов Аюттхаи

Область поделена на 21 район (тамбон) и включает в себя 120 населенных пунктов.
1. Пратучай ประตูชัย
2. Каманг กะมัง
3. Хо Раттаначай หอรัตนไชย
4. Хуа Ро หัวรอ
5. Тха Васукри ท่าวาสุกรี
6. Пхай Лин ไผ่ลิง
7. Пак Кран ปากกราน
8. Пхукхао Тхонг ภูเขาทอง
9. Сампхао Лом สำเภาล่ม
10. Суан Пхрик สวนพริก
11. Клонг Такхиан คลองตะเคียน
12. Ват тум วัดตูม
13. Хантра หันตรา
14. Люмпхли ลุมพลี
15. Бан Май บ้านใหม่
16. Бан Ко บ้านเกาะ
17. Клонг Суан Пхлю คลองสวนพลู
18. Клонг Са Буа คลองสระบัว
19. Ко рийен เกาะเรียน
20. Бан Пом บ้านป้อม
21. Бан Рун บ้านรุน

## Административное деление
- Тхесабан Накхон Аюттхая (เทศบาล นคร พระนครศรีอยุธยา) территория объединяющая земли районов Пратучай, Каманг, Хо Раттаначай, Хуа Ро, Тха Васукри, и часть районов Хантра, Бан Ко, Клонг Суан Пхлю, Клонг Са Буа, Ко рийен
- Тхесабан Мыанг Аюттхая (เทศบาล เมือง อโยธยา) Комплексное управление территориями районов Пхай Лин (целиком) и частью районов Хантра и Клонг Суан Пхлю, не входящих в Тхесабан Накхон
- Администрация района Пак Кран
- Администрация района Пхукхао Тхонг
- Администрация района Сампхао Лом
- Администрация района Суан Пхрик
- Администрация района Клонг Такхиан
- Администрация района Ват тум
- Администрация района Хантра (за исключением территорий тхесабан накхон и тхесабан мыанг)
- Администрация района Люмпхли
- Администрация района Бан Май
- Администрация района Бан Ко (за исключением территории тхесабан накхон)
- Администрация района Клонг Са Буа (за исключением территории тхесабан накхон)
- Администрация района Ко Рийен — территория района Клонг Суан Пхлю (за исключением территорий тхесабан накхон и тхесабан мыанг) и района Ко Рийен (за исключением территории тхесабан накхон) и района Бан Рун целиком.
- Администрация района Бан Пом